# Eugène t'Kint de Roodenbeke
Eugène t'Kint de Roodenbeke (1839 - 1907?) was een werknemer bij de Banque de Belgique die na een grootschalige diefstal werd veroordeeld tot vijftienjaar gevangenis. Als lid van de notabele katholieke familie t'Kint de Roodenbeke was hij neef van senator Henri t'Kint de Roodenbeke. 

## Zaak-t'Kint-Fortamps
Eugène t'Kint de Roodenbeke was sinds 1857 werknemer van de Banque de Belgique. Hoewel eenvoudige werknemer, gaf t'Kint opvallend veel geld uit en was hij actief op de Brusselse beurs, waar hij vele verliezen boekte. 't Kint wist vanaf 1867 jarenlang in het geheim de bank waar hij werkte te bestelen en deelde deze rijkdom met zijn minnares "Lolo", die zo tot de demi-monde behoorde. t'Kint had een woning in de Leopoldswijk te Brussel.
Bij controle op de balans van de bank in 1876 kwamen onregelmatigheden naar boven op de kas van 't Kint. Omdat hij de rekeningen vervalste, viel dit niet eerder op.

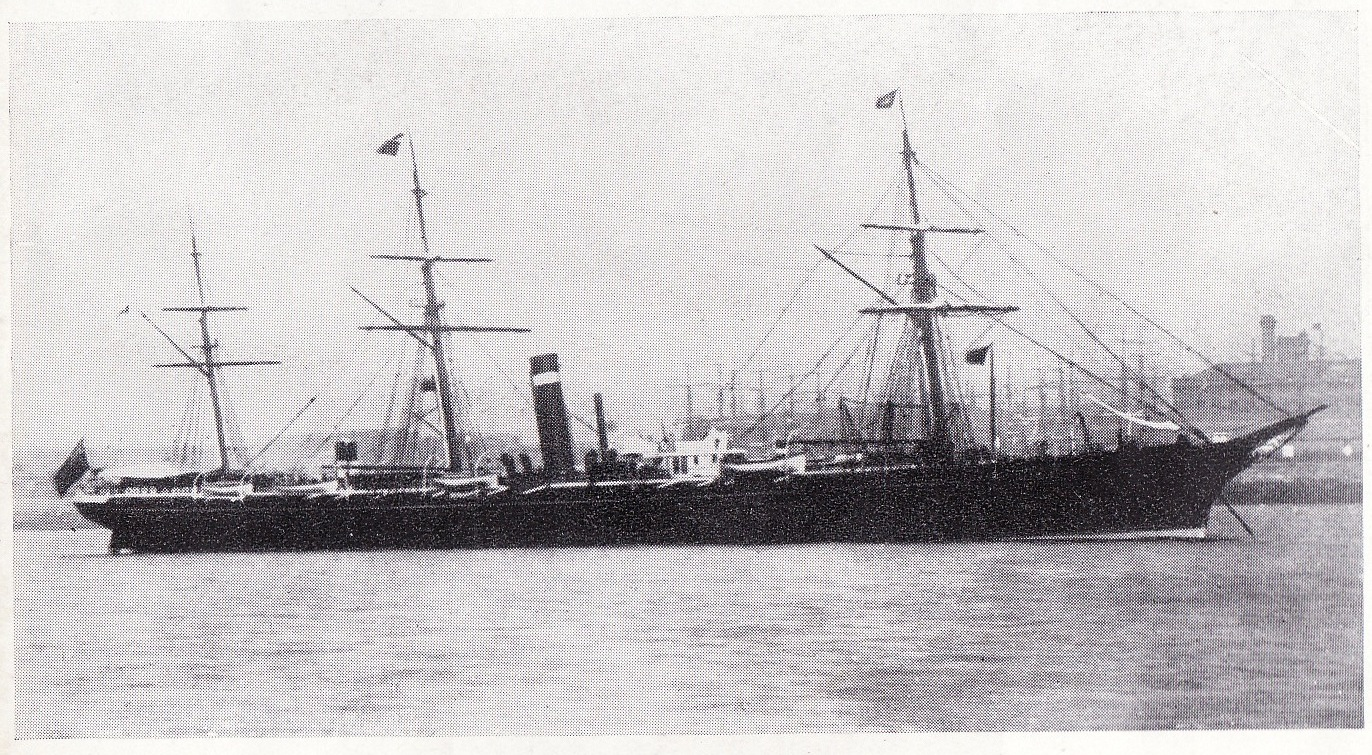
De City of Paris waarop hij op 10 maart 1876 in Queenstown gearresteerd werd

Op 8 maart 1876 verscheen Eugène t'Kint de Roodenbeke niet op het werk en liet hij Frédéric Fortamps, gouverneur van de bank (tevens liberaal senator), weten dat hij naar Parijs was en binnen de 24 uur terug in Brussel zou zijn. 't Kint was echter de avond ervoor onder de schuilnaam "Liagre" tezamen met zijn minnares Lolo, een kamermeisje en negen bagagekoffers vanuit het Zuidstation per trein gevlucht via Calais en Londen naar Liverpool. In die Engelse stad nam hij op 9 maart het transatlantisch schip City of Paris (en) richting New York.
Aangezien bleek dat 't Kint niet teruggekomen was naar Brussel, lichtte Fortamps diezelfde 9 maart de procureur des Konings te Brussel in, die onmiddellijk handelde. De minister van Buitenlandse Zaken Guillaume d'Aspremont Lynden (oom van 't Kint) zond een telegram naar de consul in Engeland om zijn arrestatie en uitlevering te vragen en zond Brussels commissaris François Bourgeois naar Engeland. 't Kint wist niet dat het schip een tussenstop zou maken in Queenstown, waar Engelse agenten hem alsnog konden arresteren op het schip in de haven vooraleer hij zou ontsnappen naar de Verenigde Staten. In de bagage vond men coupons, buitenlandse obligaties, goud en zilver ter waarde van 7 miljoen frank. Hij werd voor een politierechtbank van Bow Street (en) te London gebracht, voor rechter Thomas Henry. Hij werd in april 1876 uitgeleverd aan België, waar ze hem in de Karmelietengevangenis (Prison des Petits-Carmes) plaatsten.
Op 9 maart 1878 werd de zaak t'Kint-Fortamps aan het assisenhof van Brabant toegewezen en werd tevens de zaak van drie medeplichtigen die zich in voorlopige vrijheid bevonden (Edouard De Porre, Phil. De Buck en Alfred De Buck) aan de correctionele rechtbank toegewezen.
't Kint en Fortamps werden in september 1878 voor het assisenhof van Brabant gedaagd, t'Kint voor de diefstal van 16,8 miljoen frank en Fortamps onder beschuldiging van beursoperaties strijdig met de statuten van de bank en met de wet van 18 mei 1873 op de vennootschappen. Op 4 november 1878 begon hun proces onder veel belangstelling. Beide werden op 5 december 1878 veroordeeld; t'Kint de Roodenbeke tot vijftien jaar gevangenis en Fortamps tot een jaar gevangenis. Op dat moment zat t'Kint reeds twee jaar en negen maanden in voorhechtenis in Brussel.
In maart 1879 verwierp het Hof van Cassatie de beroepen van t'Kint en Fortamps.
t'Kint zat zijn straf uit in de gevangenis te Leuven. Zijn moeder zou niet op de hoogte geweest zijn van zijn veroordeling. Zijn straf zou tot 9 jaar verminderd zijn geweest. Na zijn ontslag huwde hij de dochter van de gevangeniscipier te Leuven.
Léon Defuisseaux vermeldde de zaak in zijn boek Les hontes du suffrage censitaire als een van de vele schandelen en corruptie in de toenmalige Belgische politieke klasse als gevolg van het censuskiesrecht.